# Gärdes naturreservat
Gärdes naturreservat är ett naturreservat i Ljusdals kommun i Gävleborgs län.
Området är naturskyddat sedan 2018 och är 138 hektar stort. Reservatet består av olika typer av våtmarker som rikkärr med tallar. 